# Jim Mahon-emlékkupa
A Jim Mahon-emlékkupa egy díj az Ontario Hockey League-ben, melyet a legtöbb pontot elérő bal szélső kap. A kupát Jim Mahonról nevezték el, aki egy nagyon tehetséges fiatal jégkorongozó volt az OHL-ben, de 19 évesen egy balesetben elhunyt 1971-ben.

## A díjazottak
| Szezon    | Győztes(ek)                | Csapat(ok)                    | Pont |
| --------- | -------------------------- | ----------------------------- | ---- |
| 2014–2015 | Mitchell Marner            | London Knights                | 126  |
| 2013–2014 | Connor Brown               | Erie Otters                   | 128  |
| 2012–2013 | Seth Griffith              | London Knights                | 81   |
| 2011–2012 | Tyler Toffoli              | Ottawa 67's                   | 100  |
| 2010–2011 | Tyler Toffoli Jason Akeson | Ottawa 67's Kitchener Rangers | 108  |
| 2009–2010 | Taylor Beck                | Guelph Storm                  | 93   |
| 2008–2009 | Justin DiBenedetto         | Sarnia Sting                  | 93   |
| 2007–2008 | John Hughes                | Brampton Battalion            | 91   |
| 2006–2007 | Patrick Kane               | London Knights                | 145  |
| 2005–2006 | David Bolland              | London Knights                | 130  |
| 2004–2005 | Corey Perry                | London Knights                | 130  |
| 2003–2004 | Corey Perry                | London Knights                | 113  |
| 2002–2003 | Matt Foy                   | Ottawa 67's                   | 132  |
| 2001–2002 | Mike Renzi                 | Belleville Bulls              | 108  |
| 2000–2001 | Branko Radivojevič         | Belleville Bulls              | 104  |
| 1999–2000 | Sheldon Keefe              | Barrie Colts                  | 121  |
| 1998–1999 | Norm Milley                | Sudbury Wolves                | 120  |
| 1997–1998 | Makszim Szpiridonov        | London Knights                | 98   |
| 1996–1997 | Joe Seroski                | Sault Ste. Marie Greyhounds   | 103  |
| 1995–1996 | Cameron Mann               | Peterborough Petes            | 102  |
| 1994–1995 | David Ling                 | Kingston Frontenacs           | 135  |
| 1993–1994 | Kevin Brown                | Detroit Junior Red Wings      | 135  |
| 1992–1993 | Kevin Brown                | Detroit Junior Red Wings      | 134  |
| 1991–1992 | Darren McCarty             | Belleville Bulls              | 127  |
| 1990–1991 | Rob Pearson                | Oshawa Generals               | 109  |
| 1989–1990 | Owen Nolan                 | Cornwall Royals               | 111  |
| 1988–1989 | Stan Drulia                | Niagara Falls Thunder         | 145  |
| 1987–1988 | Sean Williams              | Oshawa Generals               | 123  |
| 1986–1987 | Ron Goodall                | Kitchener Rangers             | 105  |
| 1985–1986 | Ray Sheppard               | Cornwall Royals               | 142  |
| 1984–1985 | Dave MacLean               | Belleville Bulls              | 154  |
| 1983–1984 | Wayne Presley              | Kitchener Rangers             | 139  |
| 1982–1983 | Ian MacInnis               | Cornwall Royals               | 122  |
| 1981–1982 | Tony Tanti                 | Oshawa Generals               | 150  |
| 1980–1981 | Tony Tanti                 | Oshawa Generals               | 126  |
| 1979–1980 | Jim Fox                    | Ottawa 67's                   | 166  |
| 1978–1979 | Mike Foligno               | Sudbury Wolves                | 150  |
| 1977–1978 | Dino Ciccarelli            | London Knights                | 142  |
| 1976–1977 | John Anderson              | Toronto Marlboros             | 119  |
| 1975–1976 | Peter Lee                  | Ottawa 67's                   | 161  |
| 1974–1975 | Mark Napier                | Toronto Marlboros             | 130  |
| 1973–1974 | Dave Gorman                | St. Catharines Black Hawks    | 129  |
| 1972–1973 | Dennis Ververgaert         | London Knights                | 147  |
| 1971–1972 | Billy Harris               | Toronto Marlboros             | 129  |